# Cartel de Pozoblanco
El cartel de Pozoblanco, también llamado cartel maldito de Pozoblanco o maldición de Pozoblanco, se refiere a los trágicos eventos relacionados con una corrida de toros celebrada el 26 de septiembre de 1984 en Pozoblanco, Córdoba (España). Se considera que en torno al cartel existe una maldición debido a las desgracias que afectaron a los tres toreros que participaron en la faena: Francisco Rivera «Paquirri» (muerto durante la celebración de la corrida), José Cubero «El Yiyo» (muerto menos de un año después), y Vicente Ruiz «El Soro» (alejado de los ruedos tras una lesión).
La tradición taurina sostiene que si un toro causa la muerte de un diestro, el animal debe ser sacrificado y su cabeza quemada (también debe ser sacrificada toda su casta, incluida la madre), si bien en el caso del toro que mató a «Paquirri» la cabeza fue disecada, hecho considerado por algunos como el origen de la supuesta maldición del cartel de Pozoblanco.

## Muerte de Francisco Rivera «Paquirri»
El 26 de septiembre de 1984, durante la celebración de una corrida en la plaza de toros de Pozoblanco (Córdoba), «Paquirri», quien se encontraba disputando el cuarto toro de la tarde (de nombre Avispado, marcado con el número 9, con 420 kilos de peso y perteneciente a la ganadería de Sayalero y Bandrés), sufrió una violenta embestida a las 19:20 horas la cual resultó en una cornada en la que el pitón derecho del animal penetró en el tercio superior de la pierna derecha del torero, perforando las venas ilíaca y safena así como la arteria femoral. El toro empezó a zarandear al diestro, quien se agarró a las astas y empujó la cabeza del animal en un intento por librarse de él. El camarógrafo de TVE Antonio Salmoral, quien registró en vídeo la cogida, grabó el momento en que el diestro fue llevado a la enfermería de la plaza al igual que las palabras que el torero dirigió al cirujano Eliseo Morán: «Doctor, yo quiero hablar con usted o no me voy a quedar tranquilo. La cornada es fuerte. Tiene al menos dos trayectorias, una para acá y otra para allá. Abra todo lo que tenga que abrir, lo demás está en sus manos. Y tranquilo, doctor». Debido a la precariedad de las instalaciones (las mismas presentaban pobres condiciones higiénicas además de carecer de anestesia), «Paquirri» no pudo ser debidamente atendido, debiendo Morán hacer una cura de emergencia sin poder contener del todo la hemorragia. Dada la extrema gravedad de la herida, el doctor ordenó que el diestro fuese trasladado de inmediato al Hospital Reina Sofía de Córdoba. De acuerdo con el parte facultativo, la herida presentaba tres trayectorias: una inferior (4 cm), otra hacia dentro (8 cm) y otra ascendente (15 cm). Según el testimonio de Morán:

El paquete vásculo-nervioso estaba arrancado, y no digamos de la pierna, cuyos músculos, nervios, etcétera, habían quedado destrozados. El dedo de la exploración no alcanzaba el final de la trayectoria que iba a la fosa ilíaca. Ligamos la safena y la femoral; contuvimos varias veces las hemorragias y cuando pareció que ya habían remitido, preparamos al torero para su traslado a Córdoba.

En la ambulancia, el diestro estuvo acompañado por el doctor Funes, anestesista reanimador, y por Ramón Alvarado, su mozo de espadas. A causa del complejo trazado de la carretera (plagada de barrancos, precipicios y curvas), así como de la estrechez de la misma, el conductor se vio obligado en repetidas ocasiones a reducir la velocidad y a frenar, lo que provocó que la agonía de «Paquirri» se intensificase debido a que el torero, pese al hecho de habérsele administrado analgésicos, estaba despierto y era plenamente consciente. Tras recorrer aproximadamente 70 kilómetros, el diestro empezó a sudar y a mostrar síntomas de una insuficiencia respiratoria, llegando a manifestar que se sentía mal, tras lo cual sufrió un paro cardíaco, por lo que se tuvo que detener la ambulancia para proceder a reanimarlo. Después de esperar a la llegada del doctor Rafael Ruiz, cirujano jefe de la plaza de Córdoba, y debido a que en plena carretera no se podía atender debidamente al torero, se decidió acudir al Hospital Militar puesto que para llegar hasta el Hospital Reina Sofía era necesario atravesar todo Córdoba. Tras ingresar en urgencias a las 21:30 horas, los doctores Dávila, Villarta y Ruiz Villegas llevaron a cabo técnicas de reanimación, entre ellas un masaje cardíaco, si bien el diestro no pudo superar la hemorragia y falleció nada más entrar en quirófano, a las 21:40 horas, a causa de un choque hipovolémico intenso por pérdida de sangre masiva y rápida.

## Muerte de José Cubero «El Yiyo»
El 30 de agosto de 1985, «El Yiyo» sustituyó a Curro Romero en una corrida celebrada en la plaza de toros de Colmenar Viejo (Madrid), en la cual también participaron Antonio Chenel «Antoñete» y José Luis Palomar. A las 20:50 horas, mientras se disponía a rematar al sexto y último toro de la jornada (de nombre Burlero, marcado con el número 24, con 497 kilos y perteneciente a la ganadería de Marcos Núñez), «El Yiyo», tras haber tratado de finalizar la lidia de una primera estocada, volvió a intentar clavar la espada en el animal, logrando introducirla hasta el mango. Tras apartarse de Burlero, el toro se revolvió violentamente y embistió de frente al diestro, arrojándolo al suelo; el torero giró dos veces sobre sí mismo en un intento por esquivar al animal, el cual volvió a embestirlo, esta vez por la espalda, clavándole el asta izquierda en la axila izquierda con tanta violencia que levantó bruscamente al torero del suelo y le partió el corazón en dos, provocándole una parada cardiorrespiratoria irreversible. Pese a la gravedad de la herida, «El Yiyo», tras dar unos pocos pasos tambaleándose para terminar cayendo junto a la barrera, logró decir a su peón de confianza Pablo Saugar «Pali» antes de morir mientras era conducido a la enfermería: «Pali, este toro me ha matado».
«El Yiyo», quien había dado muerte a Avispado tras la cornada mortal a «Paquirri», declaró premonitoriamente en 1983: «La muerte la llevamos en la cara todos los toreros. Pienso que un cuerno me va a arrancar el corazón. ¿Qué más da? Mejor morir de una cornada que en la M-30».

## Lesión de Vicente Ruiz «El Soro»
Durante casi una década, «El Soro» fue el único torero del cartel de Pozoblanco que logró escapar a la supuesta maldición, hasta que el 7 de octubre de 1993 sufrió un percance en la plaza de toros de Montoro (Córdoba) el cual, pese a no poner su vida en peligro, supuso su práctica retirada del mundo del toreo. Durante la jornada, celebrada con motivo de la fiesta de la Virgen del Rosario (patrona de Montoro), en la que también participaron Palomo Linares y Rafael González «Chiquilín», el diestro resbaló tras clavar dos banderillas a causa del firme húmedo (producto de lluvias recientes) y se fracturó seriamente la rodilla izquierda. La gravedad de la lesión, la cual provocó la rotura de ligamentos, forzó a «El Soro» a abandonar los ruedos durante años, realizando sus dos últimas corridas en 1994: una el 8 de abril con seis toros en Benidorm (donde una lesión sufrida en un tobillo tras saltar la barrera empeoró su condición física) y otra el 9 de abril en la plaza portátil de Segorbe (Castellón), en un festival en beneficio de una asociación de minusválidos. Tras más de una treintena de operaciones de rodilla, el doctor Pedro Cavadas le implantó en 2013 una pierna biónica, lo que permitió a «El Soro» volver al toreo en julio de 2014 durante un festival en Valmaseda (Vizcaya), participando en más faenas y retirándose definitivamente en 2016. Diversos acontecimientos posteriores, como un infarto de miocardio y una grave infección de la prótesis de rodilla en 2018 así como una angina de pecho en 2020, fueron igualmente vinculados a la supuesta maldición de Pozoblanco.

## Otros acontecimientos relacionados con la maldición
Juan Luis Bandrés, uno de los propietarios de la ganadería de Sayalero y Bandrés, la cual proporcionó los toros que se lidiaron la tarde en que murió «Paquirri», fue asesinado de tres disparos el 15 de diciembre de 1988 en Algeciras por B. C. M., empleado de la naviera Isleña de Navegación (ISNASA), de la que Bandrés era consejero y director general.
Tomás Redondo Chies, testigo de las cornadas mortales de «Paquirri» y «El Yiyo» además de ser el apoderado de este último, fue hallado ahorcado en un apartamento ubicado en la Plaza de los Mostenses (Madrid) el 10 de julio de 1989.
Antonio Salmoral, quien registró en vídeo la cornada mortal de «Paquirri» así como su estancia en la enfermería de la plaza de toros, intentó a raíz de ello ser incluido sin éxito en la plantilla de RTVE, muriendo el 3 de octubre de 1987, a los 53 años de edad, en el Hospital Reina Sofía de Córdoba tras haber padecido una larga enfermedad. Del mismo modo, se considera que la maldición de Pozoblanco alcanzó también al fotógrafo del entierro de «Paquirri» así como a los picadores que participaron en la corrida en la que murió el diestro.
Sumado a lo anterior, el cartel de inauguración de la plaza de toros de Pozoblanco (abierta el 25 de agosto de 1912) también está considerado como maldito debido a que dos de los toreros que participaron en la faena, Fermín Muñoz «Corchaíto» e Ignacio Sánchez Mejías (este último como banderillero), murieron trágicamente durante la celebración de una corrida, mientras que el diestro Manuel Rodríguez «Manolete» (padre del también torero Manuel Rodríguez «Manolete»), quien encabezaba el cartel junto con «Corchaíto» (aunque tuvo que ser sustituido por Curro Vázquez a causa de una cogida en Bilbao días antes), murió a la temprana edad de 40 años, ciego y aquejado de numerosas enfermedades.